# Feltria caroliniana
Feltria caroliniana är en kvalsterart som beskrevs av Herbert Habeeb 1957. Feltria caroliniana ingår i släktet Feltria och familjen Feltriidae. Inga underarter finns listade i Catalogue of Life.